# Pieveottoville
Pieveottoville è una frazione di 687 abitanti del comune di Polesine Zibello, in provincia di Parma.
La località dista 2,29 km da Zibello, sede comunale.

## Geografia fisica
Posta a un'altitudine di 34 m s.l.m., Pieveottoville sorge nella bassa parmense sulla riva destra del fiume Po, immediatamente a est di Zibello.

## Origini del nome
La località era conosciuta in epoca medievale come "Cogollo" o "Cogolli", da "Cocullo" o "Cucullo", derivato dal nome dell'uccello che popolava i boschi rivieraschi lungo il Po. In seguito divenne nota come Pieve Altavilla, da Plebs Altis Villarum (ossia "pieve degli alti", in riferimento ai longobardi semiliberi), in francese Hauteville; al termine del periodo napoleonico, il toponimo fu erroneamente tradotto in italiano Pieve Ottoville.

## Storia
In epoca romana la località era sede di un castrum.
Intorno all'800 la corte regia di Cucullo fu donata alla diocesi di Cremona dall'imperatore del Sacro Romano Impero Carlo Magno. Al suo interno già nel IX secolo fu costruita una pieve dedicata a santa Maria, con giurisdizione su un vasto territorio confinante con quelli della pieve di San Donnino di Borgo San Donnino, della pieve di San Genesio presso San Secondo, della pieve di Sant'Andrea di Busseto e della pieve di San Giuliano di San Giuliano Piacentino.
Tra il X e l'XI secolo il vescovo di Cremona investì del feudo di Cucullo i da Bariano, di origine bergamasca, e successivamente i da Sommo.
Prima del 1155 il borgo fu ricostruito leggermente più a sud, intorno alla nuova e importante plebs Altis Villarum; la località assunse quindi la denominazione di Pieve Altavilla.
Nel 1331 Gregorio da Sommo fu investito ufficialmente del feudo imperiale e degli altri territori sulla sponda destra del Po appartenenti alla diocesi di Cremona, compresi tra l'Arda e il Taro. Tuttavia, nel 1334 il re di Boemia Giovanni I, scoprendo che Naso, figlio di Gregorio, aveva ospitato Azzo da Correggio nel castello di Altavilla, fece abbattere il maniero e assegnò il feudo ai conti Rossi.
Nel 1403 il marchese Orlando Pallavicino attaccò il maniero di Altavilla, distruggendolo. L'importanza del borgo declinò rapidamente negli anni seguenti, a vantaggio della vicina Zibello, cui Altavilla fu annessa. Nel 1431 il duca di Milano Filippo Maria Visconti riconobbe a Rolando il Magnifico il possesso delle sue terre, comprendenti anche il feudo di Zibello con Pieve Altavilla.
Nel 1441 Niccolò Piccinino convinse Filippo Maria del tradimento da parte di Orlando e si fece incaricare di conquistarne lo Stato Pallavicino; attaccato su più fronti, il Pallavicino fu costretto alla fuga e tutti i suoi feudi furono incamerati dal Duca. Nel 1445 il Marchese diede prova di lealtà al Visconti, che acconsentì alla restituzione di quasi tutte le terre confiscate, a eccezione di Monticelli d'Ongina e alcuni altri feudi donati al Piccinino.
Alla morte di Rolando nel 1457 il marchesato di Zibello, unitamente a metà di Solignano, fu ereditato dal figlio Giovanfrancesco.
Nel 1530 il marchese Bernardino, scomunicato dal papa Clemente VII, dovette cedere il feudo a Ludovico Rangoni, ma ne nacque una lunghissima lite giudiziaria nota come Causa Parmensis Status, che si concluse soltanto nel 1630; i Pallavicino tornarono così in possesso di Zibello, mentre i Rangoni mantennero il feudo di Roccabianca.
L'ultimo marchese Antonio Francesco Pallavicino perse i diritti feudali su Zibello nel 1805, a causa della loro abolizione sancita da Napoleone. Zibello divenne quindi capoluogo di cantone, con giurisdizione anche su Pieveottoville, e con l'Unità d'Italia sede di comune autonomo.
L'11 ottobre del 2015 un referendum sancì l'unione dei due comuni di Polesine Parmense e Zibello in un'unica entità denominata Polesine Zibello, che nacque ufficialmente il 1º gennaio del 2016.

## Monumenti e luoghi d'interesse

### Collegiata di San Giovanni Battista

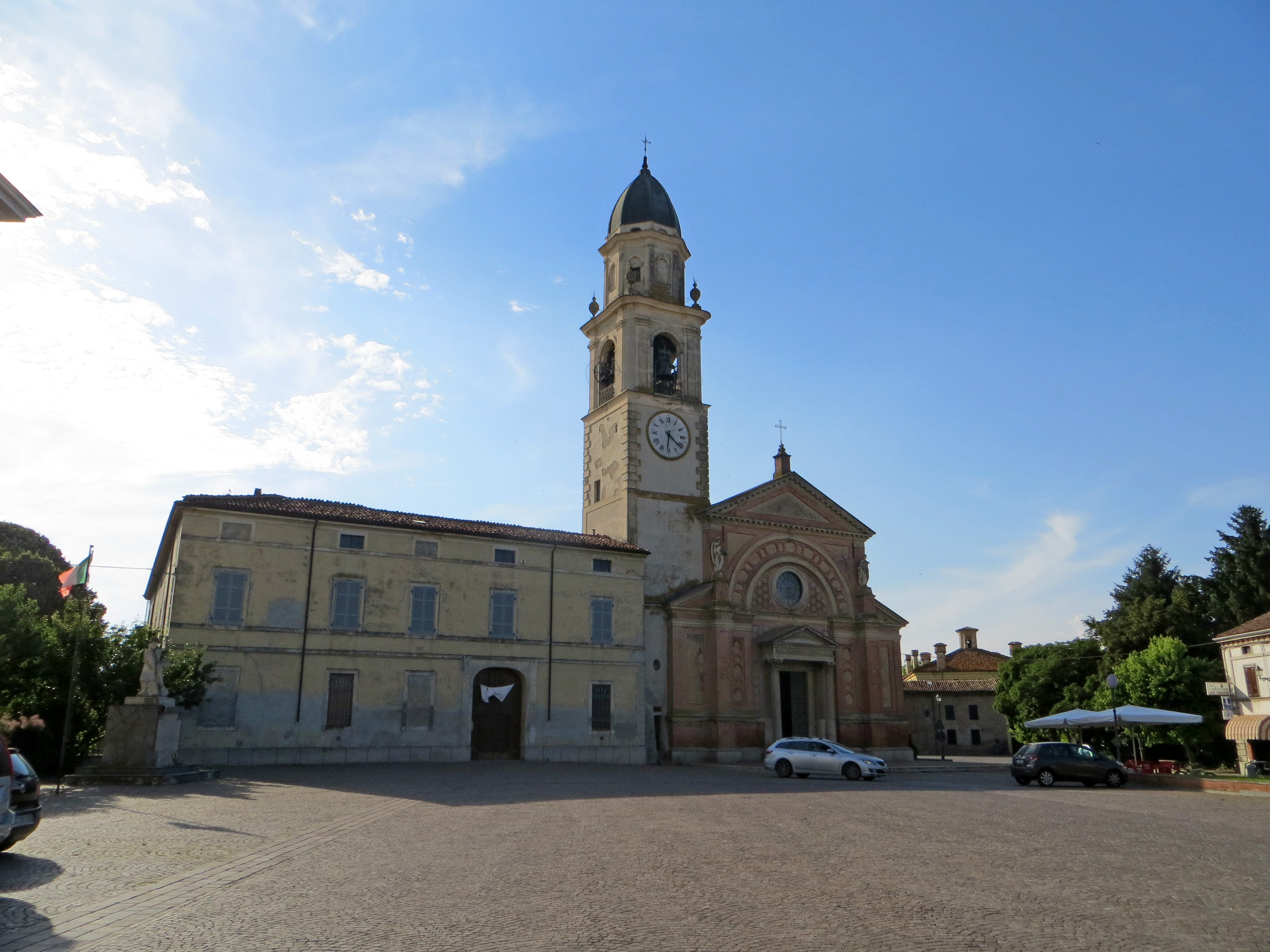
Facciata della collegiata di San Giovanni Battista e della canonica

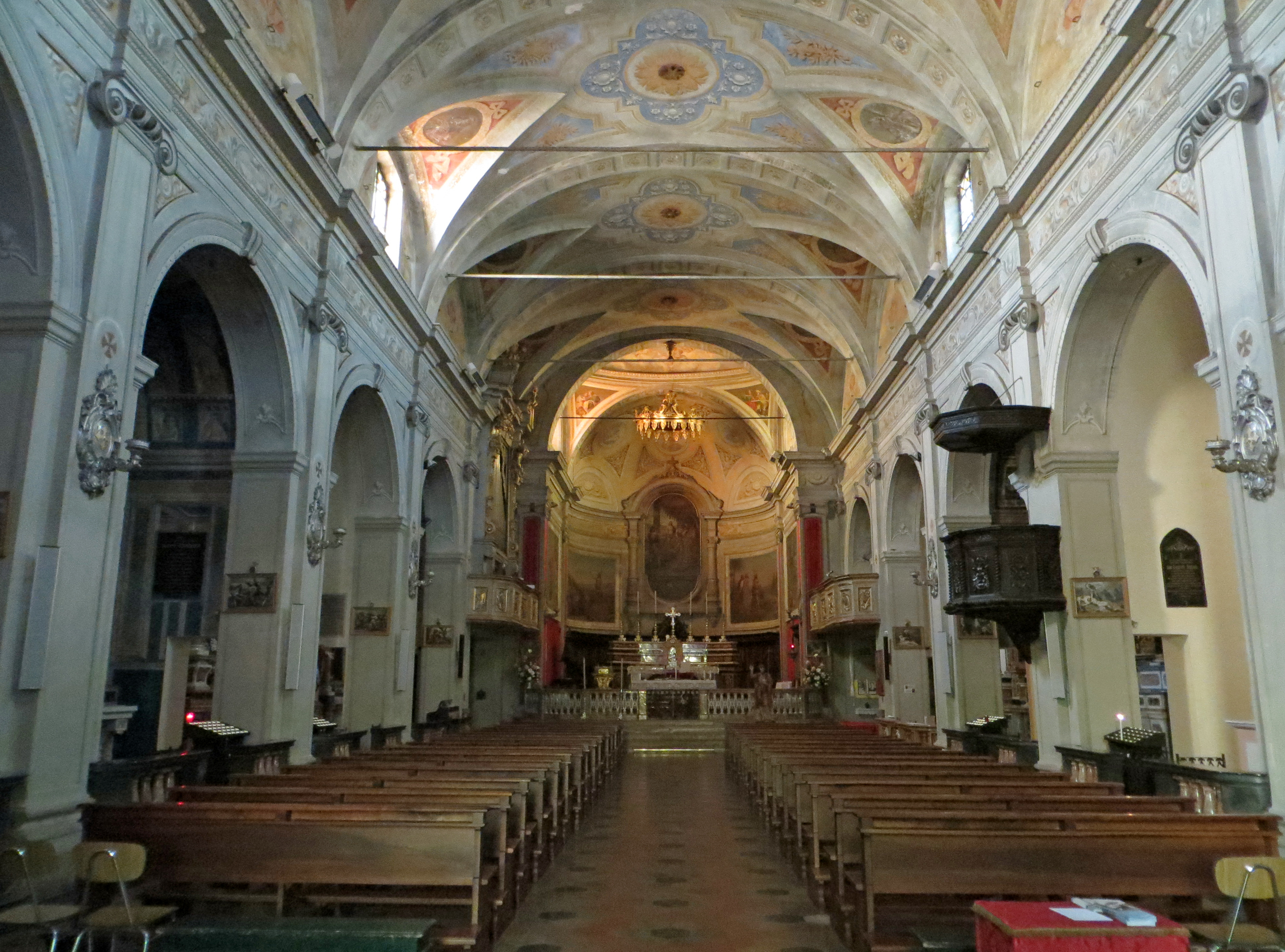
Navata della collegiata di San Giovanni Battista

Edificata nell'XI secolo per sostituire l'antica pieve di Santa Maria di Cucullo, la plebs Altis Villarum fu profondamente modificata e ampliata nel 1436, anno in cui fu sottoposta, insieme ad altre 25 chiese della zona, all'autorità della chiesa di San Bartolomeo Apostolo di Busseto; eletta a sede di forania nel 1601, fu ristrutturata internamente in stile barocco nel 1683; elevata al rango di collegiata nel 1687, fu dotata di un nuovo campanile nel 1778; ristrutturata nella zona absidale nel 1859, fu arricchita l'anno seguente con la facciata neoclassica progettata da Pier Luigi Montecchini e decorata con affreschi nei decenni seguenti. Il luogo di culto conserva numerose opere di pregio, tra cui alcuni affreschi e dipinti di Giuseppe Moroni, Girolamo Magnani, Antonio Rossi, Pietro Baratta e Gaetano Signorini, il coro e la cantoria seicenteschi intagliati da Giovanni e Vincenzo Biazzi, il fonte battesimale in marmo rosso di Verona del 1583 e l'organo Serassi del 1790.

### Teatro Angelo Frondoni
Costruito nel 1921 in stile liberty dalla Cassa rurale di piccolo credito, il teatro San Carlo fu ceduto nel 1987 al Comune di Zibello; restaurato tra il 2023 e il 2024, al termine delle opere fu ribattezzato teatro Angelo Frondoni, in onore del compositore pievano, e fu destinato anche a sala riunioni per la comunità. Il piccolo edificio, preceduto da un portico centrale, si estende su un unico livello per una superficie complessiva di 155 m².